# Saint-Quentin-la-Chabanne
Saint-Quentin-la-Chabanne település Franciaországban, Creuse megyében. Lakosainak száma 368 fő (2022. január 1.). Saint-Quentin-la-Chabanne Aubusson, Croze, Felletin, Gioux, Moutier-Rozeille, La Nouaille, Poussanges, Saint-Frion, Saint-Marc-à-Frongier és Vallière községekkel határos.

## Népesség
A település népessége az elmúlt években az alábbi módon változott:
| Lakosok száma | 431  | 416  | 443  | 354  | 369  | 399  | 404  | 385  | 376  | 368  |
|               | 1968 | 1982 | 1990 | 2006 | 2013 | 2015 | 2017 | 2019 | 2020 | 2022 |